# Осиковий Микола Михайлович
Осиковий Микола Михайлович (нар. 7 листопада 1962) — полковник ЗС РФ; Старший льотчик-випробувач. Герой Російської Федерації (2007).

## Життєпис
Народився 7 листопада 1962 року у с. Степанівка Київської області. Закінчив середню школу.
У Збройних Силах з 1980 року.
У 1984 році закінчив Чернігівське вище військове авіаційне училище льотчиків.
На льотно-випробувальної роботи з 1991 року.
У 1993 році закінчив Центр підготовки льотчиків-випробувачів 929-го Державного льотно-випробувального центру.
За час льотної роботи полковник Микола Осиковий освоїв 23 типи літаків і їхніх модифікацій винищувальної, бомбардувальної, розвідувальної, військово-транспортної та спеціальної авіації.

## Нагороди та відзнаки
- Указом Президента Російської Федерації від 18 грудня 2007 року за мужність і героїзм, проявлені при випробуваннях нової авіаційної техніки, старшому льотчику-випробувачу, начальнику Державного льотно-випробувального центру полковнику Осиковому Миколі Михайловичу присвоєно звання Героя Російської Федерації з врученням медалі «Золота Зірка».
- Льотчик-випробувач 1-го класу
- Орден Мужності.